# Droga wojewódzka 449
Die Droga wojewódzka 449 (DW 449) ist eine 49 Kilometer lange Droga wojewódzka (Woiwodschaftsstraße) in der polnischen Woiwodschaft Niederschlesien, der Woiwodschaft Großpolen und der Woiwodschaft Łódź, die Milicz mit Syców verbindet. Die Strecke liegt im Powiat Oleśnicki, im Powiat Ostrzeszowski, im Powiat Kaliski und im Powiat Sieradzki.

## Streckenverlauf
Woiwodschaft Niederschlesien, Powiat Oleśnicki
-  Syców (Groß Wartenberg, Polnisch Wartenberg) (S 8, DW 448)

Woiwodschaft Großpolen, Powiat Ostrzeszowski
- Pisarzowice (Schreibersdorf)
- Mąkoszyce (Mangschütz)
- Ligota
- Kobyla Góra (Kobylagora)
- Rojów (Rjow)
-  Ostrzeszów (Schildberg) (DK 11, DW 444)
- Bukownica
- Książenice
-  Grabów nad Prosną (Grabow) (DW 447, DW 450)
- Akacyjki
- Giżyce
- Mączniki

Woiwodschaft Großpolen, Powiat Kaliski
- Ostrów Kaliski
- Brzeziny
- Piegonisko-Kolonia
- Sobiesęki

Woiwodschaft Łódź, Powiat Sieradzki
- Romanów
- Brończyn
- Gzików
-  Błaszki (Schwarzau) (DK 12, DW 710)